# ジャン＝ポール・バッタジア
ジャン＝ポール・バッタジア（Jean-Paul Battaggia）は、フランスの映画スタッフ、製作主任である。

## 人物・来歴
1990年（平成2年）、アラン・サルドがプロデュースしたジャック・ドワイヨン監督の『ピストルと少年』にユニット製作主任としてクレジットされるのが、もっとも古い記録である。同作はサルドのサラ・フィルムのほか、カナル・プリュスが製作に参加している。エドゥワール・ニエルマン監督の『カサノヴァ最後の恋』（1992年）からはサルドの製作会社がレ・フィルム・アラン・サルドに変わるが、引き続き、サルドのプロデュース作品の現場の製作を仕切る。
1993年（平成5年）のジャック・ドレー監督の『ある犯罪』を手がけた後、しばらくサルド作品を離れるが、1999年（平成11年）のディアーヌ・キュリス監督の『年下のひと』以降はふたたび関わることになる。同年に撮影されたジャン＝リュック・ゴダール監督の『愛の世紀』以降、ゴダール作品の製作に関わるようになる。
2010年（平成22年）公開のゴダール作品『ゴダール・ソシアリスム』の製作に参加している。手がける作品はメジャー作品が多く、日本での公開作も多い。

## フィルモグラフィ
特筆以外は、すべて製作主任（プロダクション・マネージャー）である。
- 『ピストルと少年』 Le petit criminel : 監督ジャック・ドワイヨン、1990年 - ユニット製作主任
- 『カサノヴァ最後の恋』 Le retour de Casanova : 監督エドゥワール・ニエルマン、1992年 - ユニット製作主任
- 『ある犯罪』 Un crime : 監督ジャック・ドレー、1993年 - 製作進行
- Un homme à la mer : 監督ジャック・ドワイヨン、テレビ映画、1993年
- 『黄金の乾き』 La soif de l'or : 監督ジェラール・ウーリー、1993年 - ユニット製作主任
- 『ペネロペ・クルスの抱きしめたい!』 El amor perjudica seriamente la salud : 監督マヌエル・ゴメス・ペレイラ、1996年 - パリユニット製作主任
- 『メトロランド』 Metroland : 監督フィリップ・サヴィル、1997年 - ロケーションマネージャー
- 『シリアル・ラヴァー』 Serial Lover : 監督ジャーム・ユット、1998年 - ユニット製作主任
- 『年下のひと』 Les enfants du siècle : 監督ディアーヌ・キュリス、1999年 - ユニット製作主任
- 『愛の世紀』 Éloge de l'amour : 監督ジャン＝リュック・ゴダール、1999年 - 製作管理
- Là-bas... mon pays : 監督アレクサンドル・アルカディ、2000年
- 『そして愛に至る』 Après la réconciliation : 監督アンヌ＝マリー・ミエヴィル、2000年
- 『デュラス 愛の最終章』 Cet amour-là : 監督ジョゼ・ダヤン、2001年
- C'est le bouquet! : 監督ジャンヌ・ラブリューヌ、2002年
- 『迷える水夫』 Les marins perdus : 監督クレール・ドヴェール、2003年
- 『アワーミュージック』 Notre musique : 監督ジャン＝リュック・ゴダール、2004年
- 『勝手に言いやがれ』 Cause toujours! : 監督ジャンヌ・ラブリューヌ、2004年
- 『1961年10月17日 暗黒の夜』 Nuit noire, 17 octobre 1961 : 監督アラン・タスマ、テレビ映画、2005年
- 『誕生日』 L'anniversaire : 監督ディアーヌ・キュリス、2005年
- 『ゴダール・ソシアリスム』 Socialisme : 監督ジャン＝リュック・ゴダール、2010年

## 註
1. 1 2  #外部リンク欄、Internet Movie Databaseの「Jean-Paul Battaggia」リンク先の記述を参照。二重リンクを省く。
2. ↑  ワイルド・バンチによる公式サイト「Socialisme」の記述を参照。2009年7月29日閲覧。
3. ↑  #フィルモグラフィの項を参照。